# Ай-Тодор (річка)
Ай-Тодо́р (крим. Ay Todor) — річка в Україні, на Кримському півострові. Права притока Чорної річки (басейн Чорного моря).

## Опис
Довжина річки приблизно 15,20 км, найкоротша відстань між витоком і гирлом — 12,57 км, коефіцієнт звивистості річки — 1,21. Площа басейну водозбору 38,1  км², середньорічна витрата води у гирлі 0,11 м³/с. Річка формується декількома безіменними струмками та 4 загатами.

## Розташування
Бере початок на північно-західній стороні від гори Каладжи біля джерела Текне. Спочатку тече переважно на північний захід через Тернівку, потім — на південний захід через Чорноріччя і впадає у Чорну річку.
Населені пункти вздовж берегової смуги: Рідне.

## Цікавий факт
- Витік річки — джерело св. Федора Студита, шанований цілющим, розташований на території Спасо-Преображенського скиту, в 7 кілометрах на північний схід від села Тернівка[4][5].

- Вперше згадується, як  струмок Ай-Тодор  і  Ай-Тодорський долина, ведуча в село Шулю , у праці Петра Палласа " спостереження, зроблені під час подорожі по південних намісництва Російської держави "

У книзі Петер-Симон Паллас "НАБЛЮДЕНИЯ, СДЕЛАННЫЕ ВО ВРЕМЯ ПУТЕШЕСТВИЯ ПО ЮЖНЫМ НАМЕСТНИЧЕСТВАМ РУССКОГО ГОСУДАРСТВА
в 1793—1794 годах " про цю річку зазначено: 
| | \| Я видел, как маленький ручей Ай-Тодор, текущий пару верст выше Чоргуны и недостаточно орошающий даже принадлежащую мне долину с фруктовым садом, после сильного дождя становится бурным, что никто не осмеливается переходить // через него .[6] \| |
| Я видел, как маленький ручей Ай-Тодор, текущий пару верст выше Чоргуны и недостаточно орошающий даже принадлежащую мне долину с фруктовым садом, после сильного дождя становится бурным, что никто не осмеливается переходить // через него . | |

- На правому березі річки на відстані приблизно 3,17 км розташована крепость Мангул-Кале.

## Галерея

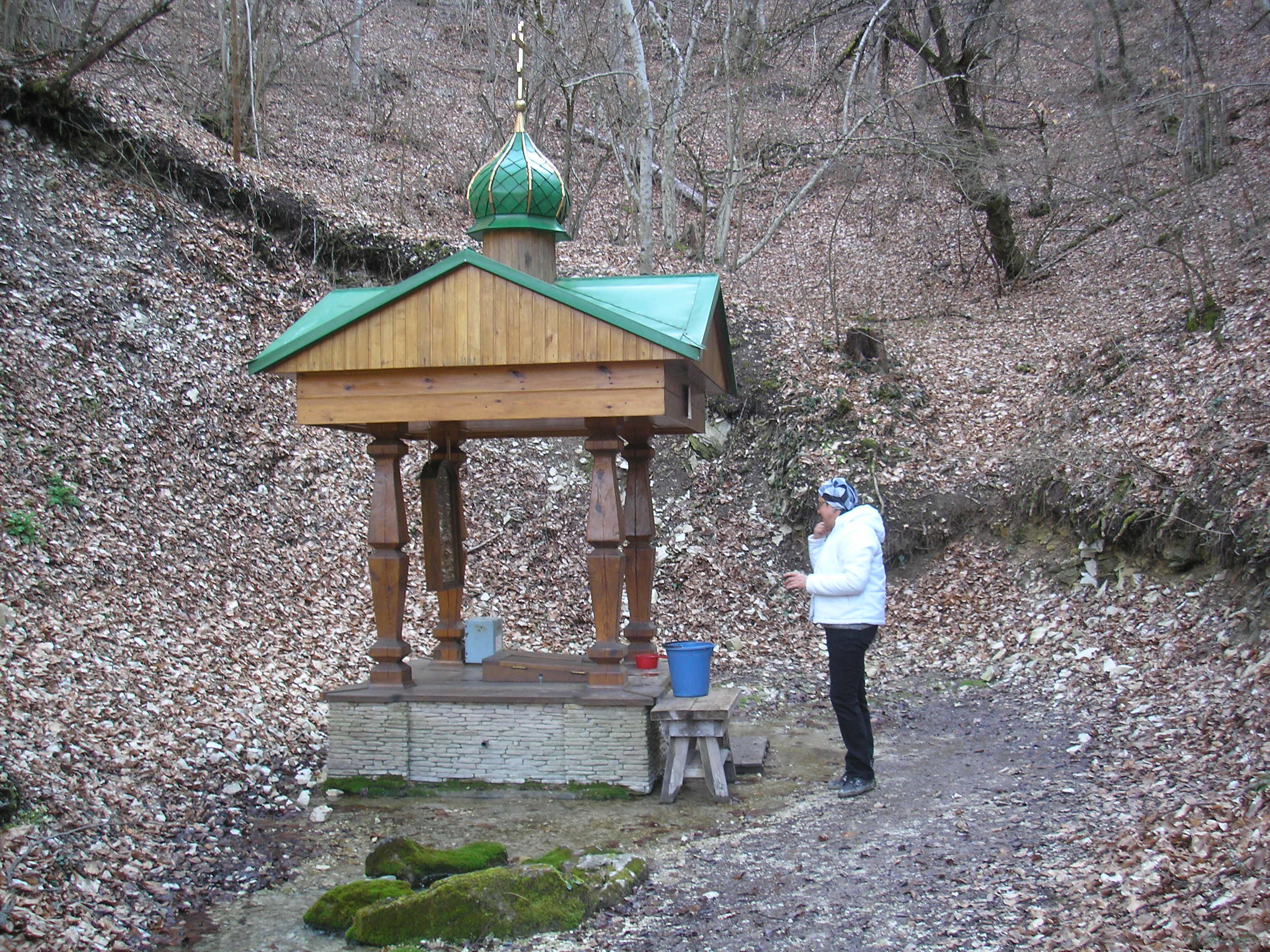
Джерело Феодора Студита, витік річки.
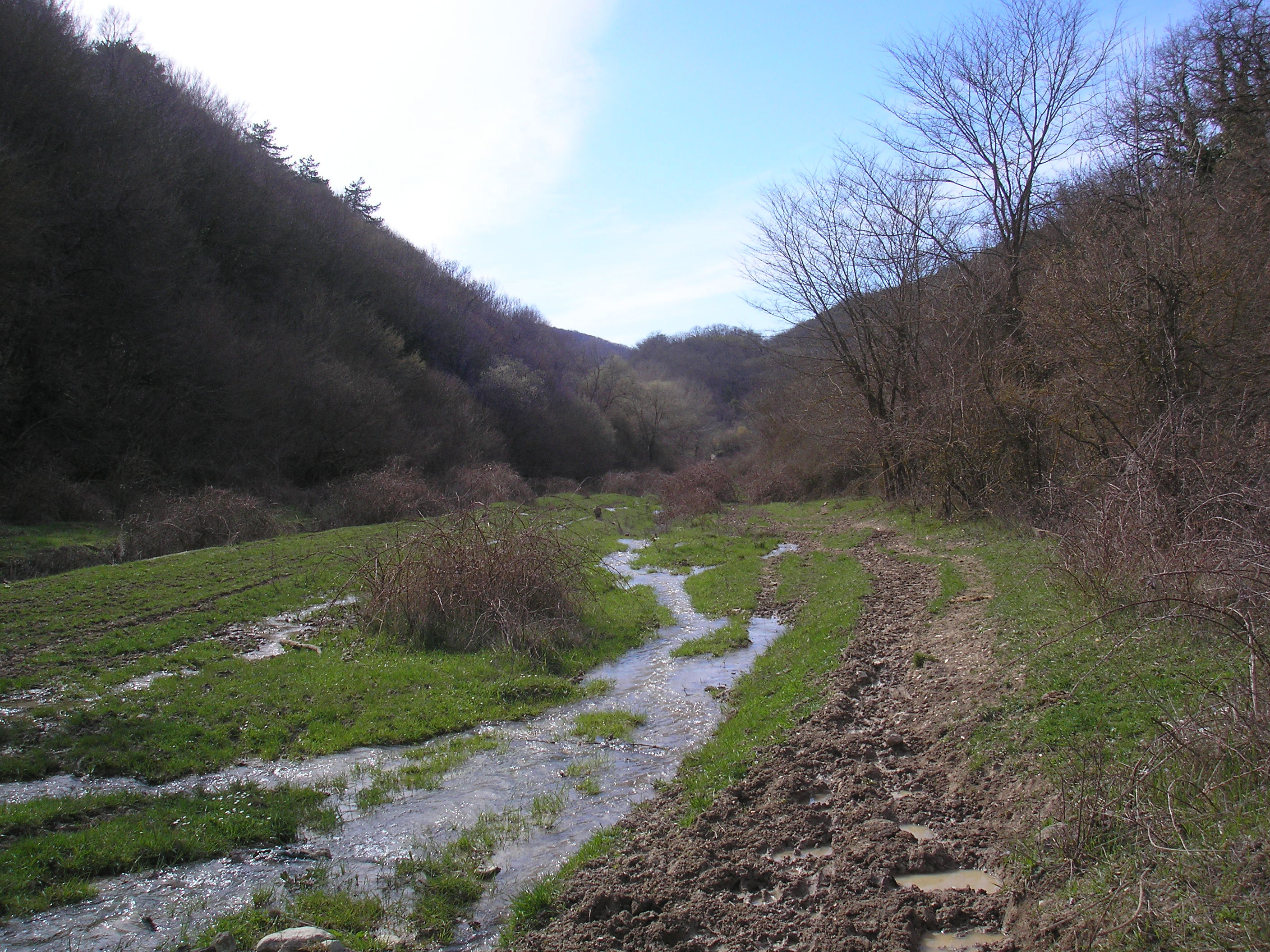
Річка Ай-Тодор у верхів'ї.
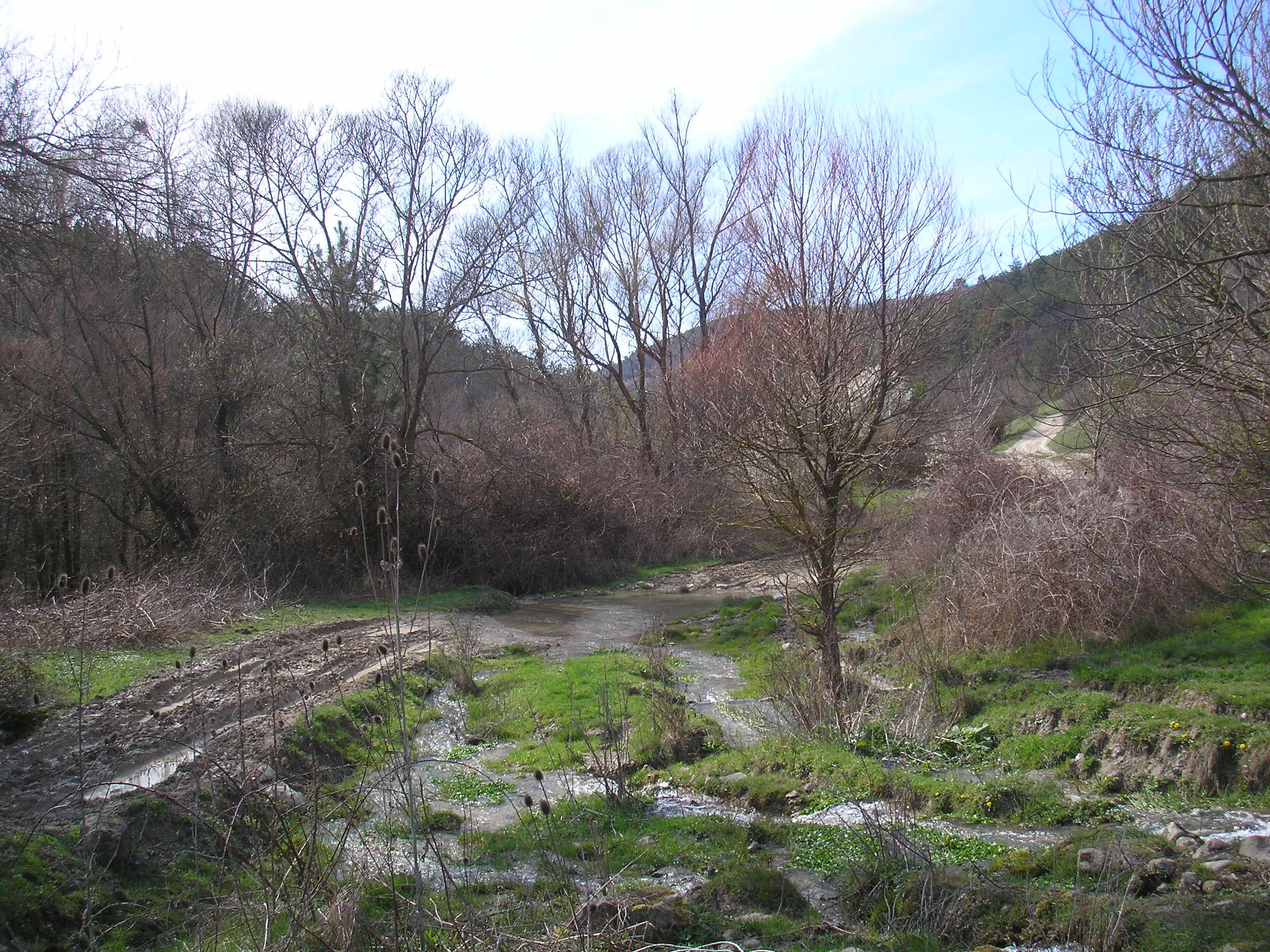
Річка Ай-Тодор у верхів'ї
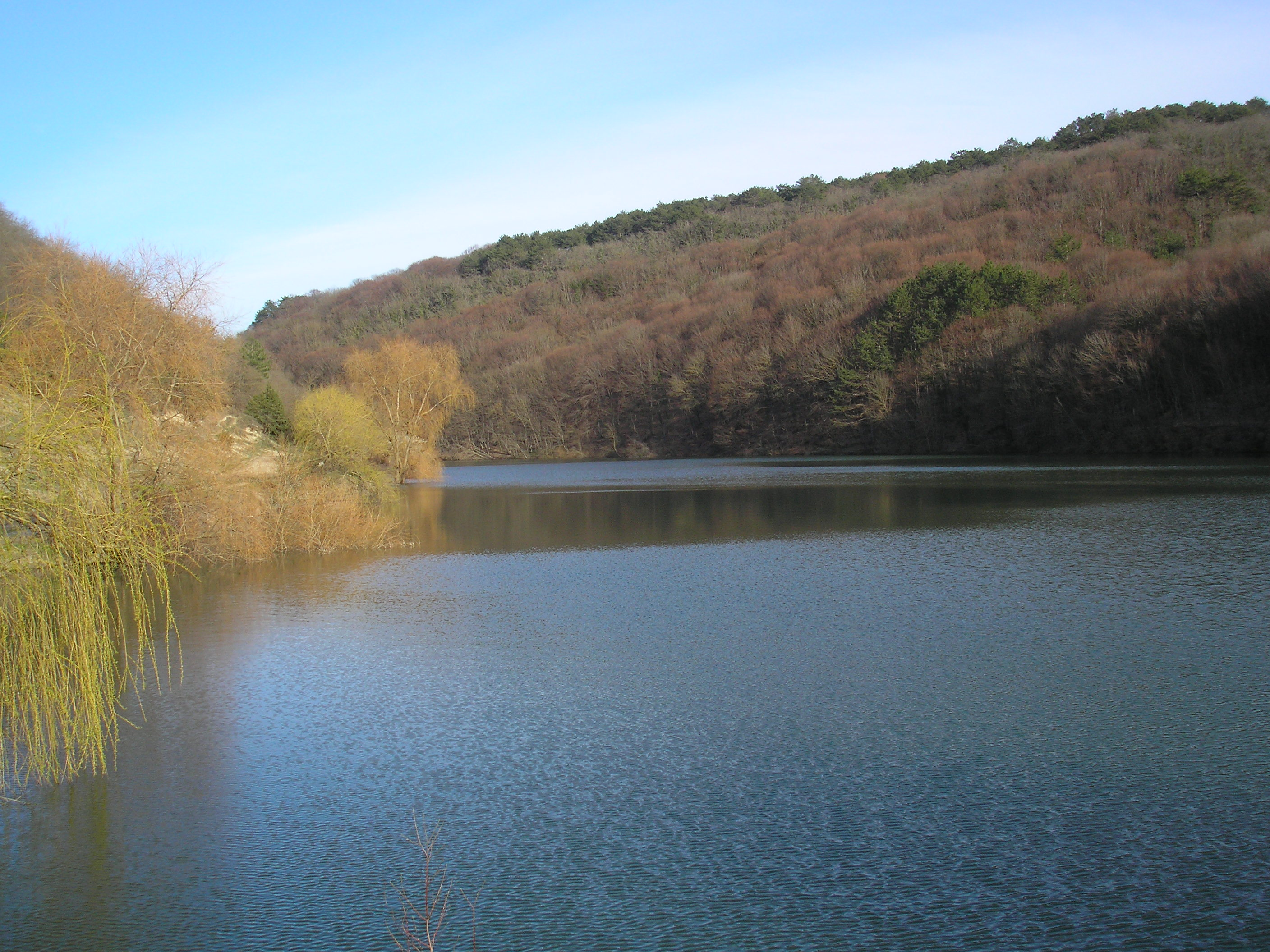
Водосховище на річці Ай-Тодор.